# Episteme palavanica
Episteme palavanica là một loài bướm đêm trong họ Noctuidae.